# Nighthawks (film 1978)
Nighthawks – brytyjski dramat filmowy z 1978 roku w reżyserii Rona Pecka.

## Zarys fabuły
Mężczyzna jest zmuszony do ukrywania swoich homoseksualnych preferencji w ciągu dnia, ale nocne życie prowadzi jawnie homoseksualne.
Epizodyczną rolę zagrał w filmie Derek Jarman, reżyser kina queerowego. Film nakręcono w Londynie.